# Herta Konrad
Herta Konrad (* 6. Januar 1928 in Wien; † 14. August 2005) war eine österreichische Schauspielerin, die in den 1950er bis 1970er Jahren in Theater, Film und Fernsehen aktiv war.

## Leben
Die Tochter eines Dolmetschers besuchte in ihrer Heimatstadt Wien das Max Reinhardt Seminar und begann ihre Bühnenlaufbahn 1947 am Volkstheater. Bis 1950 trat Konrad an den Wiener Kammerspielen auf, bevor sie im selben Jahr nach Bonn wechselte. In den 1950er bis 1970er Jahren spielte sie vor allem an Münchner Bühnen, unter anderem am Intimen Theater und an der Kleinen Komödie.
Nach ihrem Wechsel nach München trat Konrad auch in Filmen auf. Sie war in Heimatfilmen, Lustspielen und heiteren Alltagsgeschichten in Nebenrollen zu sehen, so etwa als Stubenmädchen, als junge und ein wenig naive Frau oder als muntere Tochter. Von 1962 bis in die 1970er Jahre wirkte Konrad in Fernsehproduktionen mit.
Sie starb im Alter von 77 Jahren.

## Filmografie (Auswahl)
- 1952: Im weißen Rößl
- 1954: Dieses Lied bleibt bei dir
- 1956: Von der Liebe besiegt
- 1956: Pulverschnee nach Übersee
- 1957: Ober, zahlen!
- 1957: Heiraten verboten
- 1958: Heiratskandidaten
- 1958: Nick Knattertons Abenteuer
- 1960: Hohe Tannen (Köhlerliesel)
- 1960: Schön ist die Liebe am Königssee
- 1961: So liebt und küßt man in Tirol
- 1962: Streichquartett
- 1962: Der Rosenstock
- 1962: Einen Jux will er sich machen
- 1963: Das Kriminalmuseum – Die Frau im Nerz
- 1963: Interpol greift ein! (Fernsehserie) – Der Trick mit dem Schlüssel
- 1963: Orden für die Wunderkinder
- 1963: Ein besserer Herr
- 1964: Die fünfte Kolonne – Schattenspiel
- 1964: Die drei Scheinheiligen
- 1964: Das Kriminalmuseum – Der Fahrplan
- 1964: Maibritt, das Mädchen von den Inseln
- 1964: Kommissar Freytag: Achtung – Reifenstecher
- 1965: Mike Moltos Musik-Magazin
- 1965: Das Kriminalmuseum – Der Brief
- 1966: Guten Abend
- 1967: Das Kriminalmuseum – Die Reisetasche
- 1967: Wie lernt man Liebe?
- 1967: Sie schreiben mit – Die rosa Bluse
- 1967: Jetzt schlägt‘s dreizehn
- 1968: Der Unbekannte aus der Seine
- 1968: Detektiv Quarles
- 1971: Der Kurier der Kaiserin (eine Folge)
- 1971: Zwischenspiel oder Die neue Ehe
- 1972: Nachsaison
- 1978: Der Anwalt (eine Folge)